# Масерија Кастелучо (Потенца)
Масерија Кастелучо (итал. Masseria Castelluccio) је насеље у Италији у округу Потенца, региону Базиликата.
Према процени из 2011. у насељу је живело 30 становника. Насеље се налази на надморској висини од 757 м.